# 私という色の花
「私という色の花」（わたしといういろのはな）は、日本の女性アイドルグループ・PALETの楽曲。2018年3月9日にPALETの配信限定のシングルとしてプラチナム・パスポートからiTunes Storeにより限定配信された。作詞・作曲は阿久津健太郎が担当した。

## 背景とリリース
当楽曲はPALET初の配信限定曲であり、AppleのiTunes Storeにより限定配信された。また、これまでPALETはメジャーレーベルの日本コロムビアから7作、インディーズレーベルのBrand-New Musicから1作のシングルを発売してきたが、本作は自社レーベルからの発売（配信）となった。

## シングル収録トラック
| 全作詞・作曲・編曲: 阿久津健太郎。 |                                       |              |              |      |
| #                                  | タイトル                              | 作詞         | 作曲・編曲   | 時間 |
| 1.                                 | 「私という色の花」                    | 阿久津健太郎 | 阿久津健太郎 | 5:34 |
| 2.                                 | 「ラブファンファーレ」                | 阿久津健太郎 | 阿久津健太郎 | 4:29 |
| 3.                                 | 「私という色の花 (Instrumental)」     | 阿久津健太郎 | 阿久津健太郎 | 5:35 |
| 4.                                 | 「ラブファンファーレ (Instrumental)」 | 阿久津健太郎 | 阿久津健太郎 | 4:30 |
| 合計時間:                          | 合計時間:                             | 20:08        |              |      |